# Ambrosoli (azienda)
Ambrosoli è un'azienda dolciaria del comasco, fondata nel 1923 da Giovan Battista Ambrosoli.

## Storia
Il fondatore del marchio iniziò ad acquistare alveari già ai tempi della prima guerra mondiale, per poi industrializzare l'intera attività a partire dagli anni '20.
Nel decennio successivo l'azienda amplierà il suo campo d'azione, producendo anche caramelle al miele.
Alla morte di Giovan Battista, la Ambrosoli viene portata avanti dal figlio Paolo (1920-2010).
L'azienda ha dato attribuito molta importanza all'aspetto pubblicitario: celebre è lo spot di Carosello della Ambrosoli, con il coro dei bambini che cantava "Bella dolce cara mammina, dacci una caramellina ...".
Dal 1991 al 1993 è stato sponsor ufficiale della squadra di calcio del Como.
La ditta ha circa 80 dipendenti e nel 2023 ha fatturato 30 milioni di Euro.